# Somerset (Maryland)
Somerset è un comune degli Stati Uniti d'America, situato nello stato del Maryland, nella contea di Montgomery.